# Demangan (Kota Kudus)
Demangan is een bestuurslaag in het regentschap Kudus van de provincie Midden-Java, Indonesië. Demangan telt 1865 inwoners (volkstelling 2010).